# Pantoufles papales

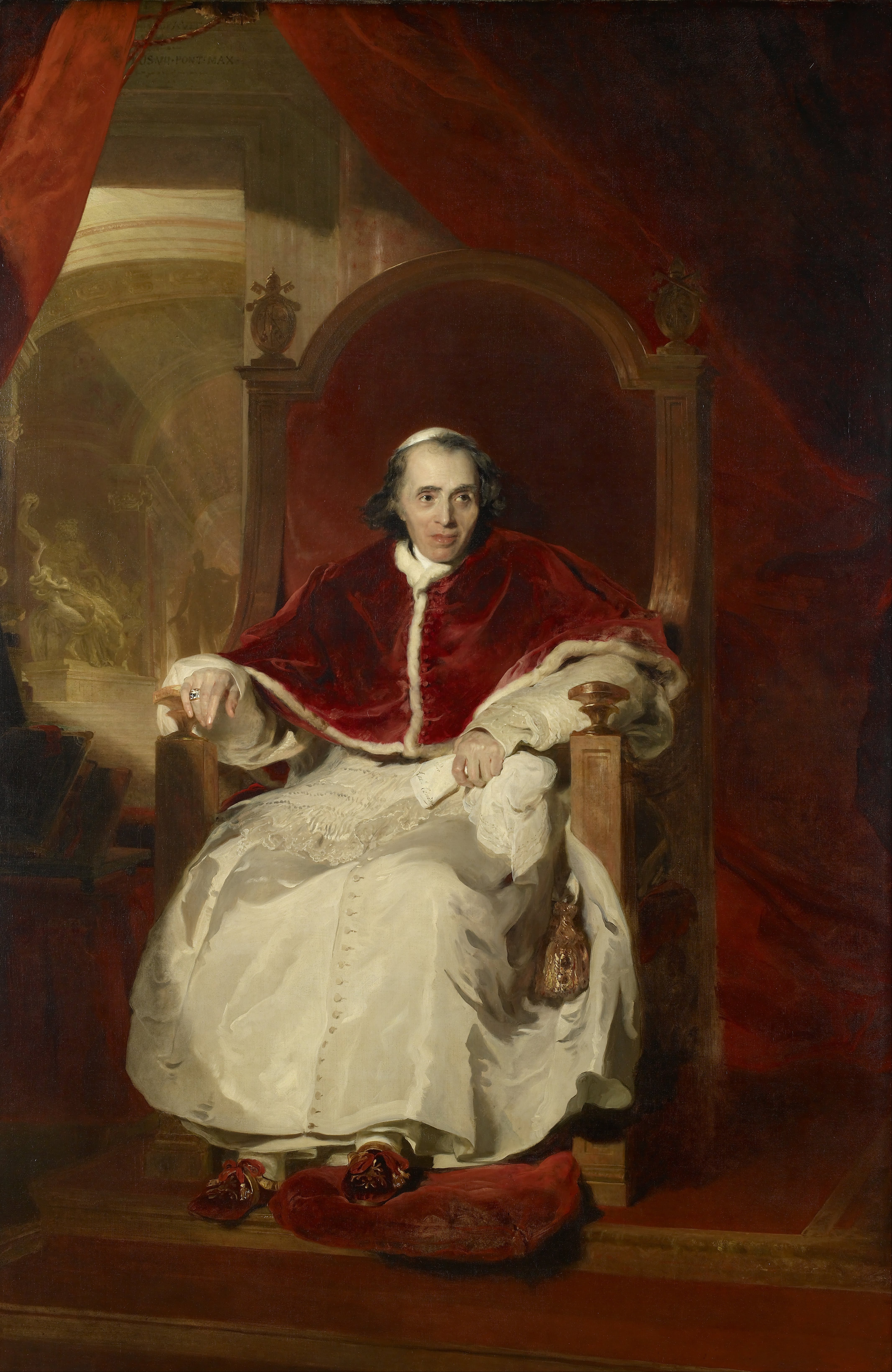
Le pape Pie VII, portant les pantoufles pontificales (1819, Thomas Lawrence, Royal Collection, Windsor).

Les pantoufles papales, ou chaussons pontificaux, sont les pantoufles portées par le pape à l'intérieur de ses résidences. Elles sont traditionnellement rouges, couleur pontificale officielle jusqu'au XVIe siècle, lorsque le pape Pie V, modifie celle-ci en blanc.
Elles ne doivent pas être confondues avec les mules papales, qu'il porte à l'extérieur, ou avec les sandales épiscopales, qui sont les chaussures liturgiques propres à tous les évêques de l'Église latine.

## Histoire
Avant le XXe siècle, comme le font de nombreux nobles, le pape porte des pantoufles à l'intérieur de ses résidences et des chaussures en cuir à l'extérieur.
Habituellement élaborées à la main, les pantoufles papales sont faites de satin, ou de soie rouge, brodé de fil d'or et ornées jadis par une croix brodée garnie de rubis, leur semelle étant en cuir.
Jusqu'au pontificat de Paul VI qui supprime cette tradition, il est de coutume pour les pèlerins ayant une audience avec le pape, de s'agenouiller et de baiser une de ses pantoufles. Le pape Paul VI cesse également d'utiliser les pantoufles, mais continue de porter les mules papales, qui ont été abandonnées par le pape Jean-Paul II en faveur de chaussures de marche brunes fabriquées dans sa Pologne natale.
Le pape Benoît XVI rétablit l'usage des mocassins rouges, semblables à ceux portés par Paul VI. Toutefois, bien que des photographies de Benoît XVI, alors présent à l'intérieur de l'enceinte du Vatican, le montrent portant les mules pontificales, ses représentants déclarent qu'il porte les pantoufles papales à l'intérieur de sa résidence, lors de son séjour en Écosse, en septembre 2010.